# Stones Throw Records

Logo

Stones Throw Records is een Amerikaanse onafhankelijke platenmaatschappij die zich voornamelijk richt op hiphop. Het label werd opgericht in 1996 door Peanut Butter Wolf in de staat Californië.
Stones Throw staat er vooral om bekend de meeste albums van Madlib en zijn nevenprojecten op de markt te hebben gebracht. Daarnaast bracht het in het verleden ook albums van Oh No, Guilty Simpson en de inmiddels overleden J Dilla uit. Veel verkocht is het album Madvillainy van Madvillain, een samenwerking tussen Madlib en MF DOOM. Stones Throw beheert ook de sublabels Now Again en Soul Cal, die zich specialiseren in heruitgaven van funk- en soulalbums

## Artiesten
- 7 Days of Funk
- Aloe Blacc
- Anika
- Arabian Prince
- Automatic
- Baron Zen
- Benny Sings
- Blarf
- Boardwalk
- Breakestra
- CohenBeats
- Dam-Funk
- Dj Harrison
- Dudley Perkins
- Franklin Thompson
- Gabriel Garzón-Montano
- Gary Wilson
- Georgia Anne Muldrow
- Guilty Simpson
- Homeboy Sandman
- J Dilla
- J Rocc
- James Pants
- Jaylib
- Jerry Paper
- Jonti
- Jonwayne
- Karriem Riggins
- Kiefer
- Knxwledge
- Koushik
- Lootpack
- Los Retros
- Madlib
- Madvillain
- Mayer Hawthorne
- M.E.D.
- Mild High Club
- Mndsgn
- Natural Numbers
- NxWorries
- Oh No
- Peanut Butter Wolf
- Percee P
- Peyton
- Prophet
- Pyramid Vritra
- Quakers
- Quasimoto
- Rasco
- Samiyam
- Savath & Savalas
- Sound Directions
- Steve Arrington
- Stimulator Jones
- Strong Arm Steady
- Sudan Archives
- The Stepkids
- The Turntablist
- Yesterdays New Quintet
- Washed Out
- Jamael Dean